# Il giovane Berlusconi
Il giovane Berlusconi è una docu-miniserie italo-tedesca del 2024, realizzata da B&B Film e diretta da Simone Manetti.

## Trama
La docuserie ripercorre la vita imprenditoriale di Silvio Berlusconi, dalla nascita del gruppo Fininvest nel 1976 fino alla "discesa in campo" nel 1994, attraverso le testimonianze di amici e colleghi.

## Episodi
| N° | Titolo                      |
| -- | --------------------------- |
| 1  | Il pizzone                  |
| 2  | La rivolta dei Puffi        |
| 3  | L'Italia è il paese che amo |

## Distribuzione
Il trailer ufficiale viene pubblicato il 29 marzo 2024. La miniserie viene pubblicata l'11 aprile 2024 su Netflix.